# Sertularella gilchristi
Sertularella gilchristi är en nässeldjursart som beskrevs av Wilfrid Arthur Millard 1964. Sertularella gilchristi ingår i släktet Sertularella och familjen Sertulariidae. Inga underarter finns listade i Catalogue of Life.